# بادبادک‌باز
بادبادک‌باز یا کاغذپران باز (به انگلیسی: The Kite Runner) نخستین اثر منتشر شدهٔ خالد حسینی، نویسنده افغانستانی است. این کتاب رمانی به زبان انگلیسی است و نخستین اثر یک نویسندهٔ افغانستانی به زبان انگلیسی محسوب می‌شود. در سال ۲۰۰۷ میلادی فیلمی بر اساس این کتاب ساخته شد.
داستان از زبان امیر روایت می‌شود، امیر یک نویسندهٔ اهل افغانستان از تبار پشتون ساکن کالیفرنیا است که برای نجات بچه دوستش یعنی حسن راهی افغانستان می‌شود؛ افغانستانی که در تحت حاکمیت طالبان است و یکی از سخت‌ترین دوران تاریخ چند هزار ساله‌اش را سپری می‌کند و به بهانهٔ این سفر، امیر داستان زندگی‌اش را تعریف می‌کند...

## خلاصه داستان

### قسمت اول

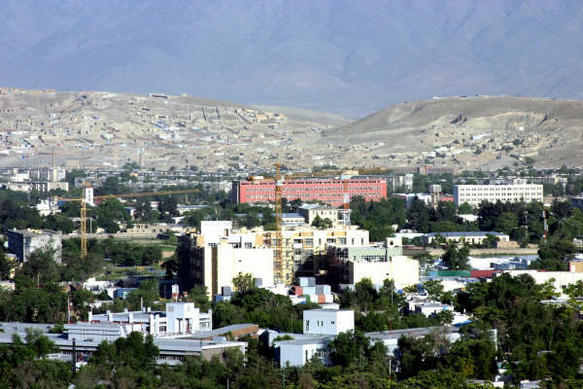
محله وزیر اکبر خان در کابل، محل استقرار بخش اول

امیر، یک پسر خوب پشتون و حسن، یک پسر هزاره که پسر علی، خدمتکار پدر امیر است، روزه ای خود را با بادبادک در شهر صلح آمیز کابل می گذرانند. بادبادک پرنده راهی برای فرار از واقعیت وحشتناکی بود که این دو پسر در آن زندگی می کردند. حسن یک "بادبادک باز" موفق برای امیر است؛ او می داند بادبادک کجا فرود می آید بدون اینکه آن را تماشا کند. هر دو پسر بی مادر هستند: مادر امیر در هنگام زایمان مرد، در حالی که مادر حسن، صنوبر، به سادگی او و علی را رها کرد. پدر امیر که تاجر ثروتمندی به نام امیر است هر دو پسر را دوست دارد. او به این نکته اشاره می کند که حسن را دقیقا همان چیزهایی می داند که امیر می خواست. او حتی پول می دهد که شکاف لب حسن را با جراحی اصلاح کند. از سوی دیگر، بابا اغلب از امیر انتقاد می کند و او را ضعیف و فاقد شجاعت می داند و حتی تهدید می کند که وقتی از حسن شکایت می کند، او را تنبیه بدنی می کند. امیر در رحیم خان، نزدیک ترین دوست بابا که او را درک می کند و از علاقه او به نوشتن حمایت می کند، شخصیت مهربان تری پیدا می کند، در حالی که بابا این علاقه را تنها شایسته زنان می داند. در یک لحظه نادر، وقتی امیر به جای اینکه مزاحم شود، روی پای بابا می نشیند، می پرسد که چرا پدرش الکل می نوشد که در اسلام حرام است. بابا به او می گوید که ملاها ریاکار هستند و تنها گناه واقعی دزدی است که اشکال مختلفی دارد و بدترین آن داشتن رابطه است.
آصف، پسری بزرگ تر با گرایش سادیستی به خشونت، مرتبا امیر را به خاطر معاشرت با یک هزاره که به گفته او اعضایش تنها به هزاره جات تعلق دارند مسخره می کند. آصف خود نیمی از پشتون است و مادری آلمانی دارد. یک روز، او آماده می شود تا با پنجه های برنجی به امیر حمله کند، اما حسن از امیر دفاع می کند و تهدید می کند که با گلوله اش چشم آصفی را هدف قرار خواهد داد. آصف عقب نشینی می کند اما قسم می خورد که یک روز انتقام بگیرد.
امیر در یک روز پیروزمندانه قهرمان مسابقات محلی بادبادک بازی می شود و در نهایت مورد تحسین باباجان قرار می گیرد. حسن می دود سراغ آخرین بادبادک بامزه که یک جایزه بزرگ است و به امیر می گوید: " هزار بار برای تو! با این حال، حسن پس از پیدا کردن بادبادک، در کوچه ای با آصف مواجه می شود. حسن حاضر نمی شود بادبادک را رها کند و آصف با تجاوز فیزیکی و جنسی به او او را تحقیر می کند. امیر شاهد این عمل است اما بیش از آن می ترسد که مداخله کند. می داند که اگر نتواند بادبادک را به خانه بیاورد، بابا کم تر به او افتخار می کند، بنابراین فرار می کند. امیر به شدت احساس گناه می کند اما می داند که بزدلی او تنها امید برای به دست آوردن محبت بابا را به همراه دارد، بنابراین در مورد این حادثه سکوت می کند. پس از آن، امیر از حسن دور می شود؛ احساس گناه او مانع از ارتباط او با پسر می شود. در نتیجه سلامت روحی و جسمی حسن رو به وخامت می رود، اما او همچنان سعی می کند با امیر ارتباط برقرار کند.
امیر کم کم باور می کند که اگر حسن نبود زندگی آسان تر می شد، بنابراین ساعت و مقداری پول تولدش را زیر تشک حسن می گذارد به این امید که بابا او را وادار به ترک خانه کند؛ حسن در مواجهه با بابا به دروغ اعتراف می کند. اگرچه بابا معتقد است که "هیچ عملی پست تر از دزدی نیست" اما او را می بخشد. به هر حال حسن و علی در غم باباطاهر می روند، چون حسن به علی گفته که چه بر سر او آمده است. امیر از یادآوری هر روزه بزدلی و خیانت خود آزاد می شود، اما هنوز در سایه آن ها زندگی می کند.

### قسمت دوم
در سال ۱۹۷۹، پنج سال بعد، اتحاد جماهیر شوروی به صورت نظامی در افغانستان مداخله کرد. بابا و امیر به پیشاور پاکستان و سپس به فرمونت کالیفرنیا فرار می کنند و در یک آپارتمان متروکه ساکن می شوند. بابا به دلیل موقعیت اجتماعی پایین خود در آمریکا کار خود را در یک پمپ بنزین آغاز می کند. امیر پس از فارغ التحصیلی از دبیرستان، در دانشگاه ایالتی سن خوزه کلاس می گذارد تا مهارت های نوشتاری خود را توسعه دهد. هر یکشنبه بابا و امیر پول بیشتری برای فروش کالاهای دست دوم در یک بازار کهنه فروشی در سن خوزه می گیرند. در آنجا امیر با ثریا طاهری و خانواده اش آشنا می شود. بابا مبتلا به سرطان روده است اما هنوز می تواند به امیر آخرین لطف را بکند: از پدر ثریا اجازه می خواهد که امیر با او ازدواج کند. او موافقت می کند و آن دو ازدواج می کنند. کمی بعد، بابا در آرامش می میرد. امیر و ثریا در یک ازدواج شاد به سر می برند اما در کمال تاسف متوجه می شوند که نمی توانند بچه دار شوند.
امیر کار موفقی را به عنوان رمان نویس آغاز می کند. پانزده سال پس از عروسی، امیر از رحیم خان تماس می گیرد. رحیم خان که در حال مرگ است از امیر می خواهد تا به دیدار او در پیشاور برود. او به طور مرموزی به امیر می گوید: " دوباره راهی برای خوب بودن وجود دارد."

### قسمت سوم
امیر از رحیم خان متوجه می شود که حسن و علی هر دو مرده اند. علی توسط یک مین زمینی کشته شد و حسن (به همراه همسرش فرزانه)پس از اینکه به طالبان اجازه نداد خانه بابا و امیران را در کابل مصادره کنند، به قتل رسید. رحیم خان همچنین نشان می دهد که علی عقیم بوده و پدر بیولوژیکی حسن نبوده است. حسن در واقع پسر صنوبر و بابا بود و او را برادر ناتنی امیر می کرد. سرانجام رحیم خان به امیر می گوید که دلیل فراخواندن امیر به پاکستان، درخواست از او برای یافتن و نجات سهراب پسر حسن از یتیم خانه ای در کابل است.
امیر به همراه فرید، راننده تاکسی افغان و از جانبازان جنگ با شوروی، به دنبال سهراب می گردد. آن ها به یتیم خانه ای می روند که رحیم خان می گوید سهراب ممکن است در آنجا باشد اما آن ها از مدیر یتیم خانه یاد می گیرند که یک مقام طالبان اغلب به یتیم خانه می آید، پول نقد می آورد و معمولا یک دختر را باخود می برد. گاهی پسری را انتخاب می کند که به تازگی سهراب شده است. مدیر پرورشگاه به امیر می گوید که چگونه این مقام را پیدا کند و فرید با ادعای "کسب وکار شخصی" با او قرار ملاقاتی در خانه اش می گذارد.
امیر با رهبر طالبان دیدار می کند که خود را آصف معرفی می کند. سهراب به عنوان یک پسر رقاص در خانه آصفی نگهداری می شود. آصف موافقت می کند که اگر امیر بتواند زنده از اتاق فرار کند، او را رها کند. سپس آصف با پنجه های برنجی خود امیر را به شدت کتک می زند، چند استخوان می شکند و لبش را می شکند، تا اینکه سهراب با استفاده از یک گلوله توپ برنجی به سمت چشم چپ آصف شلیک می کند و امیر را نجات می دهد و تهدید حسن را از مدت ها قبل انجام می دهد. سهراب به امیر کمک می کند تا از خانه خارج شود و در بیمارستان از خواب بیدار می شود.
امیر به سهراب می گوید که قصد دارد او را به آمریکا بازگرداند و احتمالا او را به فرزندی بپذیرد. با این حال، مقامات آمریکایی خواستار شواهدی از وضعیت یتیم سهراب هستند. امیر به سهراب می گوید که شاید مجبور شود برای مدتی به یتیم خانه برگردد چون در فرآیند فرزندخواندگی با مشکل مواجه شده اند و سهراب که از بازگشت به یتیم خانه وحشت دارد، با بریدن مچ دست خود اقدام به خودکشی می کند. امیر در نهایت موفق می شود با کمک ثریا او را به آمریکا بازگرداند. سهراب پس از فرزندخواندگی از تعامل با امیر یا ثریا خودداری می کند تا اینکه امیر به یاد حسن و بادبادک می افتد و روزی برخی از ترفندهای حسن را نشان می دهد. بعد از اینکه امیر به سهراب کمک می کند تا در اولین مبارزه بادبادک برنده شود، سهراب فقط لبخندی کج و معوج می زند، اما امیر با تمام وجودش بادبادک را برای سهراب می برد و می گوید: "هزار بار برای تو" مثل کاری که حسن سال ها پیش کرد.

## ترجمه به فارسی
این کتاب توسط انتشارات مجید با ترجمه رضا اسکندری نیز ترجمه و چاپ شده‌ است. همچنین توسط انتشارات راه معاصر با ترجمه حمیدرضا بلوچ نیز چاپ شده‌ است و انتشارات نیلوفر هم توسط زیبا گنجی و پریسا سلیمان‌زاده این اثر را به فارسی برگردانده‌اند. از همین انتشارات ترجمه دیگری توسط مهدی غبرائی راهی بازار شده‌ است.
انتشارات الینا نیز این کتاب را با ترجمه رضا زارع منتشر کرده‌ است.